# Ateisme dèbil
L'ateisme feble (conegut també com a ateisme escèptic) és la forma més comuna de l'ateisme. L'ateisme fort és un terme general utilitzat per descriure als ateus que accepten la premissa "Déu no existeix" com a veritat. En canvi, l'ateisme feble no és una creença en la inexistència de Déu, sinó una descreença.
A causa de la flexibilitat en el concepte de "déu", un ateu feble pot negar rotundament algunes representacions o creences divines, i en canvi només descreure en altres.